# 한희원 (법조인)
한희원(韓禧源, 1958년 5월 15일 ~ )은 대한민국의 변호사, 대학 교수이다.

## 경력
- 1982	~	 제24회 사법시험 합격
- 1984	~	 사법연수원 제14기 수료
- 1985	~	 28사단 보통군법회의 검찰관
- 1986	~	 국방부 조달본부 법무관
- 1988	~	 변호사 개업(서울)
- 1989	~	 대한법률구조공단 상임위원(수원지부 성남출장소)
- 1992	~	 대구지검 경주지청 검사
- 1994	~	 서울지검 검사
- 1997	~	 광주고검 검사
- ~	1998.3 제주지검 검사
- 1998.3	~	1999.2 춘천지검 속초지청 지청장
- 1999.2	~	1999.6 대검찰청 연구관
- 1999.6	~	2000.1 광주고검 검사 청소년보호위원회 파견
- 1999.9	~	2000.2 서울고검 검사
- 2000	~	2001 국무총리실 중앙점검단 단장
- 2001	~	2003 설악종합법률사무소 대표변호사
- 2004	~	2007 국가인권위원회 인권침해조사국 국장
- 2006	~	2007 제28사단 검찰부 부장
- 2007	~	 국방부 조달본부 법무관
- 2007	~	현 동국대 법과대 법학과 교수
- 2015.1	~	현 개인정보보호위원회 위원
- 2016.2	~	현 동국대 법무대학원 대학원장 겸 법과대학 학장
- 2023~현 제4대 경상북도 독립운동기념관 관장

## 저서
- 《국제기구법 총론》/법률신문사/2009
- 《국가정보학 원론》/법률출판사/2009
- 《정의로의 산책(정의론)》/삼영사/2011
- 《신 법학입문》/삼영사